# 日産・シーマ
シーマ（Cima）は、日産自動車がかつて生産・販売していた高級乗用車である。生産は栃木工場が担当。

## 概要
1988年（昭和63年）、高級セダン「セドリック」「グロリア」のさらなる上級仕様として発売され、モーター店系列（ローレル販売会社）向けの「セドリックシーマ」、プリンス店系列（スカイライン販売会社）向けの「グロリアシーマ」がラインナップされた。日産には法人・ハイヤー向けとして、最高級乗用車「プレジデント」があったが、シーマは一般オーナー向け兼ショーファー・ドリブン・カー（VIPグレード）の最上級モデルである。全車が3ナンバー登録の普通乗用車となる。
当初の1年間だけで3万6,400台が販売され、初代モデルの4年間の販売台数は12万9,000台にも及んだ。この状況は、当時の高額商品に対する旺盛な需要の象徴として「シーマ現象」と呼ばれた。1991年（平成3年）には2代目モデルに移行したが、景気後退などの影響もあって販売は減少し、2009年（平成21年）の4代目モデルの年間販売台数は294台に留まり、販売不振と後に施行される最新の安全基準を満たさなくなることを機に、2010年（平成22年）8月をもって一旦生産・販売が中止された。
2012年（平成24年）5月、フーガハイブリッドをベースとしたハイブリッド専用車として復活し、2022年（令和4年）8月まで生産された。
2代目モデルまでは日本国内でのみ販売されていたが、3・4代目は日本国外で展開されるインフィニティブランドにおいてもフラグシップモデル 「Q45」として販売される。また4代目はプラットフォームをプレジデントと共有しており、両車種で日産のフラグシップと位置づけられていた。5代目は「インフィニティ・Q70」のロングモデルになったため、日本市場での日産ブランドだけでなく、海外市場におけるインフィニティブランドの乗用車系のフラグシップの位置付けとされていた。
2025年現在、日産の社長車として使用されている。

## 初代 FPY31型（1988年-1991年）

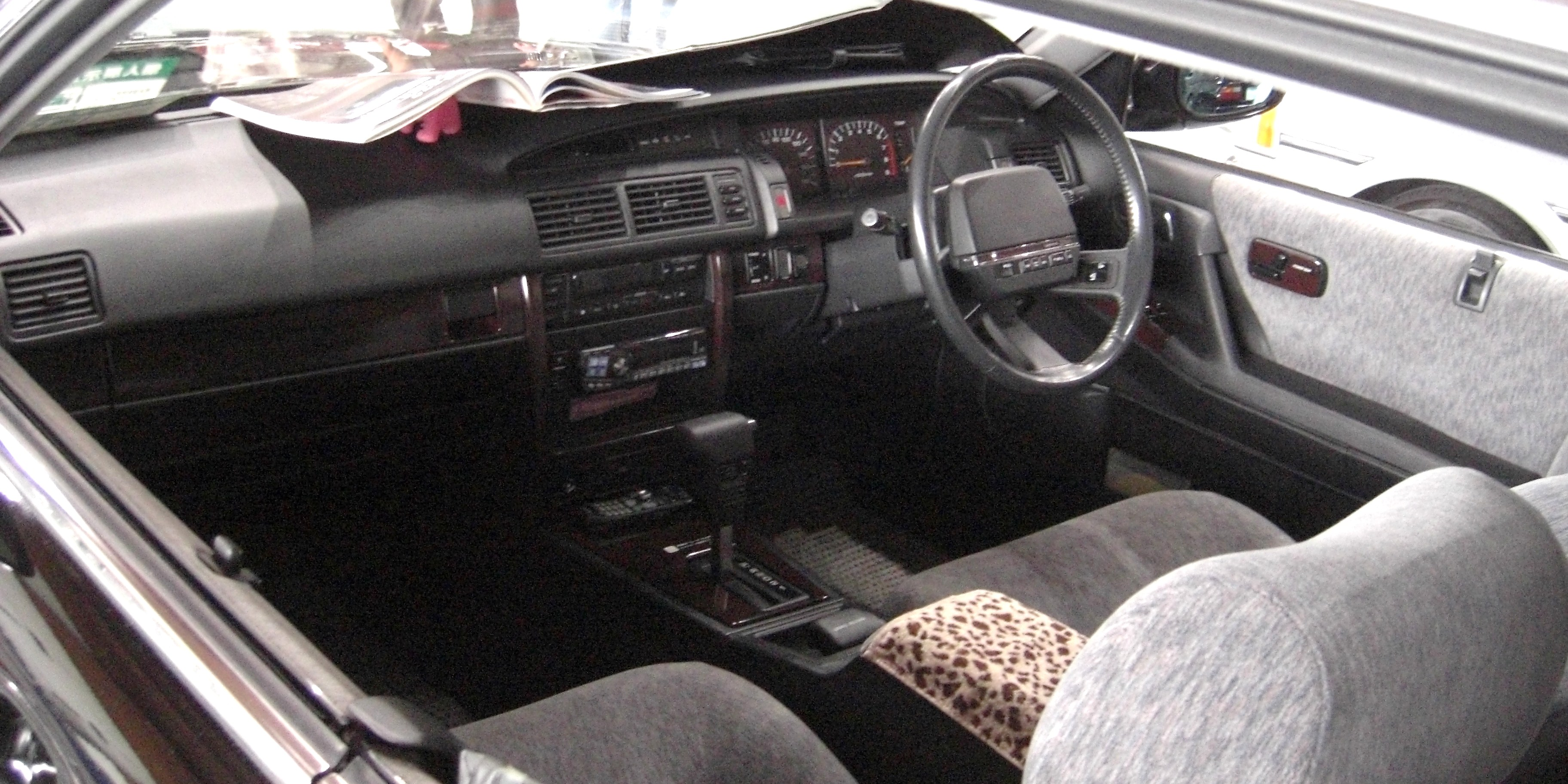
室内

1987年9月2日
前日にモデルチェンジした、トヨタ・クラウンの3ナンバー版＝ワイドボディ版の対抗車として1988年1月に発売予定が報道される。
1987年10月
東京モーターショーに出品。
1988年1月18日
販売開始。
Y31型セドリック/グロリアとプラットフォームを共有し、ホイールベースは同じであるが、3ナンバー専用の上級車として登場。搭載エンジンはVG30DE型 V型6気筒DOHC NA・200ps（タイプI、タイプII）と、VG30DET型 V型6気筒DOHCターボ（ハイフローセラミック式）255ps（タイプII-S、タイプIIリミテッド）の2機種（後にF31型レパードにも搭載された）。ボディタイプはスタイルを重視し、ベースとなるセドリック/グロリアの主力モデル同様、センターピラーを持たない4ドアピラーレスハードトップとしている。
当時の自動車情勢は、1986年（昭和61年）頃からのハイソカーブームの流れに乗って、大衆の中流意識の高まりを背景にユーザーの高級志向が高くなっていた。日産の開発陣は、ユーザーが従来の5ナンバーの延長線上ではない本格的な3ナンバーモデルを求めている点や、ライバルのトヨタもトヨタ・クラウンの3ナンバー（ワイドボディ）仕様を開発している点、当時の政治状況に税制改革の動きがある点（3ナンバー自動車税の変革など）で高級車の販売競争が激しくなる、などの情報をもとに急遽開発を開始したが、開発期間の関係でセドリック/グロリアとの同時発売はできず、半年遅れでの発売になった。しかし、その半年の遅れとセドリック/グロリアとの印象を大きく変えたことで別格のイメージが付き、5ナンバーと3ナンバーのイメージを同じくするクラウンとの差別化に成功した。デザインのモチーフは京都・三千院の勢至菩薩坐像で、フードに誇らしげにそえられるエンブレムはアカンサスの葉を模したものである。
日本車離れした流麗な外観と動力性能の高さから、当時の国産同クラスセダンとしては異例といえる一般オーナードライバー向けの要素が強い車種として人気を集めた。電子制御エアサスペンションによるしなやかな乗り心地もさることながら、セミトレーリングアーム式サスペンション車らしく、アクセルを踏み込んだ際にリアを沈めて静かながら暴力的な加速を見せるその姿は中高年層の憧れの的となり、爆発的なヒットとなった。2代目（Y32型）以降もターボ搭載車をラインナップするが、世代を重ねるごとに徐々に廉価版としての位置付けが強くなっていく。一方、その車格および当時の経済情勢から社用車や個人タクシーとしても多く採用されており、用途によっては後席の居住性に課題を残すこととなった。
当初、エンジンはV型6気筒 3.0 L 自然吸気で開発が進められていたが、ライバルをクラウンではなくトヨタ・ソアラに定め、「ソアラには走りで負けるわけにはいかない」という意向からターボ付きのVG30DETを搭載することになった。このユニットは、元々F31型レパードの開発チームがソアラの7M-GTE型エンジンに対抗すべく開発していたもので、レパード開発チームも当初は反対したものの、結局シーマ開発担当者の熱意に負けて初搭載の座をシーマに譲り、レパードは二番手となったという逸話がある。
CM戦略も斬新だった。母体のセドリック/グロリアのCMは「きっと新しいビッグカーの時代が来る」とシーマ誕生を予感させるものだった。さらにY31セドリック/グロリアの発表時には、当時の日産の久米豊社長が3ナンバー専用車の発売を予告。これに焦ったライバルのトヨタは、シーマ発売前にクラウンの3ナンバー仕様の販売テコ入れを図ったとも伝えられる。逆にシーマ発売までの半年間は3ナンバーのセドリック/グロリアの買い控えが発生し、両車は5ナンバー（グランツーリスモ等）が販売の主力となっていた。発売1か月後の1988年（昭和63年）2月には、クラウンの3ナンバー仕様を販売台数で抜いた。本車がもたらした「シーマ現象」は、シーマ以外の他車種にも少なからず波及し、ローレル、セフィーロ、シルビア、ブルーバードなどの日産車をはじめ、他社の高級車（トヨタ・ソアラ/クラウン/マークII、ホンダ・レジェンドなど）へも波及し、自動車市場は高級志向やバブル経済の勢いもあって一気に活性化された。
1989年3月
パーソナルキーの材質を洋白からステンレスに変更。
1989年8月
初のマイナーチェンジ。外装上の変更はフロントグリルの変更とテールランプの透明度の向上にとどまった。ボディカラーにはライトブルーメタリックを追加。内装はスイッチの形状の変更（角型～丸型へ）やハザードボタンの背景色の変更、 ウッドパネルがフェイクウッドから漆塗りの本木となったことにより落ち着いた雰囲気になった。ライバル車（クラウン）のみに装着されていた、マルチビジョン（富士通テン製）＝マルチAVシステム（ソニー製・CDチェンジャー付）が装着できるようになった（Y31セドリック・グロリアのマイナーチェンジ版に準ずる）。タイプIIリミテッドAV（VG30DET車）・タイプIリミテッド（VG30DE車）が追加グレードとして登場。オプション項目として、マルチAVシステム（画面上に地図が表示されるがカーナビではない。標準グレードもあり）などが追加される。地磁気センサー（GPSアンテナに相当）のアンテナが天井にあるため、サンルーフとの同時装着は不可能。また、TVアンテナの関係でリアガラスの熱反射部位が下部約1/3省略されているのもタイプⅡリミテッドAVの特徴である。
デジタルメーターもオプションで選択できるようになった。白本革インテリアのホワイトセレクションとシルクウールシートを誂えたシルクバージョンが新設され、タイプIIリミテッド/同AVにメーカーオプションで用意された。
また、タービンがボールベアリング式となったことによりターボラグが減り、より扱いやすいエンジン特性となった。
1990年6月
ライバル車（トヨタ・セルシオ、クラウンV8）などへの販売対策上のテコ入れとして、低価格グレードとなるタイプLセレクション（VG30DET車）を投入。タイプIIリミテッドをベースに、タイプIの装備並みに簡略化（エアサス・リアパワーシートを非装備）し、タイプIリミテッドに近い価格で販売されていたグレードである。
- 室内

## 2代目 FY32型（1991年-1997年）

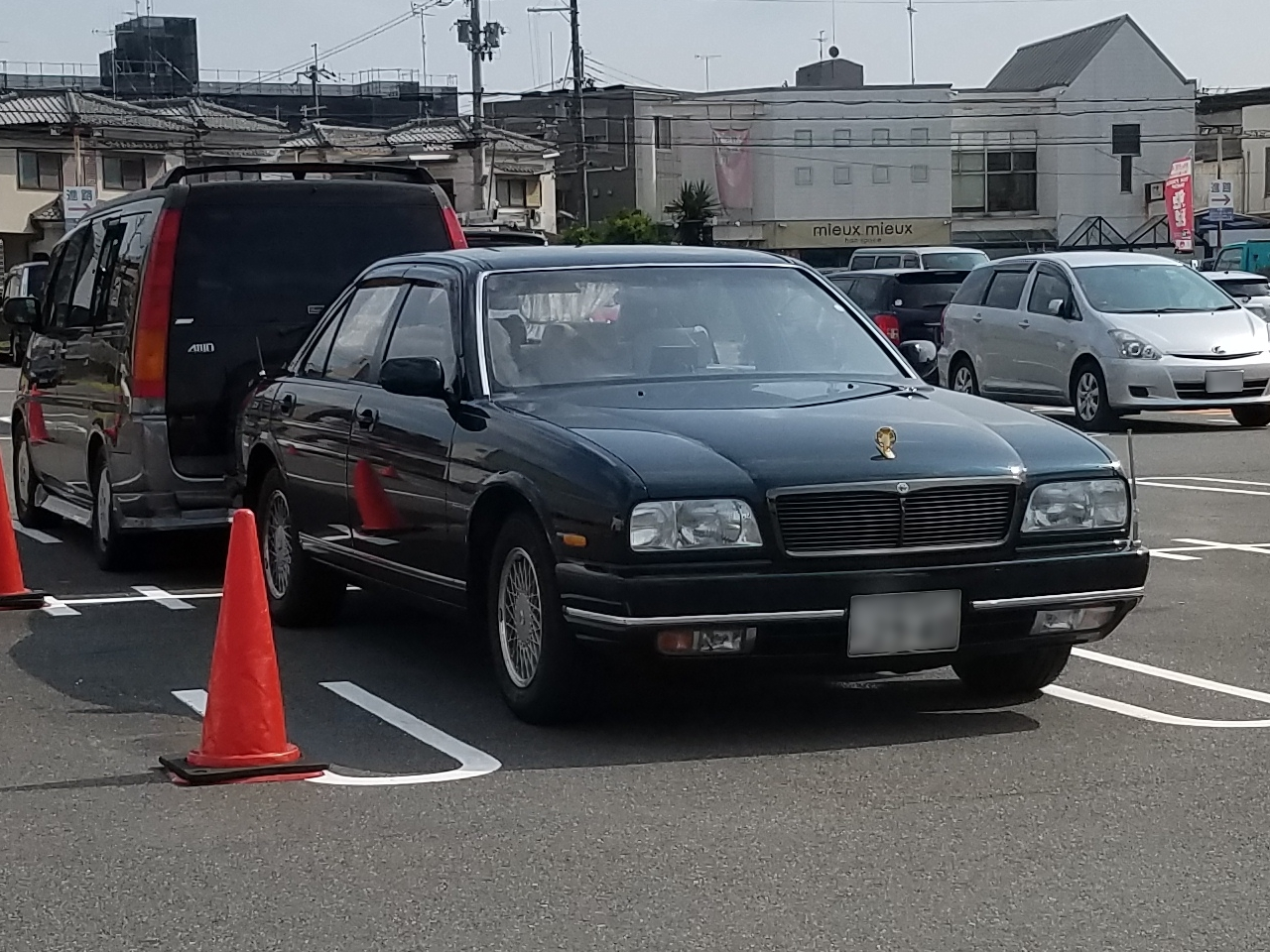
前期型 フロント
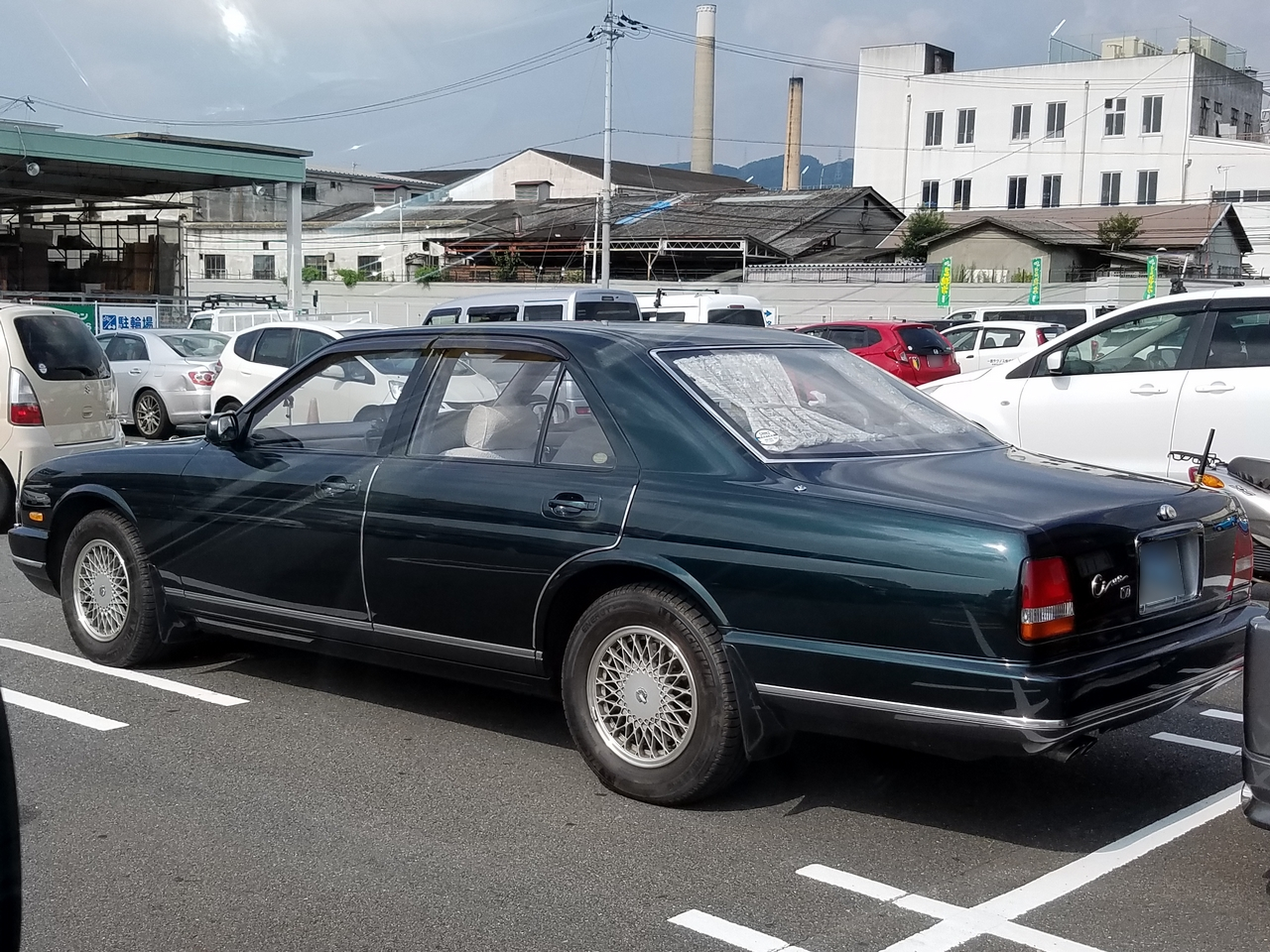
前期型 リア

1991年8月
セドリック/グロリアより2か月遅れてモデルチェンジし、車名を「シーマ」に統一。この代から後席居住性およびボディ剛性で有利なセンターピラーを持つ一般的なセダンとなり、トヨタ・セルシオやトヨタ・クラウンV8（→クラウンマジェスタ）に対抗すべく、VH41DE型 4,130cc V型8気筒DOHCエンジンが搭載される。あえて税制上不利な4.1 Lとしたのは、先代で好評だったターボモデルの強烈な加速感をシーマのアイデンティティのひとつと位置づけ、NAで実現するには排気量が4.1 L以上必要であり、さらにはインフィニティQ45との販売政策上の兼ね合いもあった。FY32型ではエアサスペンションが廃止され、インフィニティQ45でも採用された油圧式アクティブサスペンションが用意された。
インテリアはバブル経済を反映し、楡・玉杢模様の本木目フィニッシャー（ただし、コスト面と当時の販売規模の制約上、メーカーオプションの本革シート装着車と前期タイプⅢシリーズ限定オプションで内装色ブラックチェリーと組み合わせのタン本革バージョンのみの採用）、イタリア製高級車に見られるようなデザイン重視のアナログ時計、20箇所に設置されたライトが状況に応じて点灯するトータルコーディネート照明、国産車には珍しいタン色の本革内装などが奢られた。海外輸出はこの代から始まり、香港では「日産西馬」として販売。取扱販売会社は先代に引き続き、日産モーター店系列と日産プリンス店系列。千葉県では、1990年からグロリアシーマをメーカー公認で取り扱っていた日産チェリー千葉が新たに販社に加わり、同年10月に登場するライバルのトヨタ・アリストを迎え撃つこととなった。
1992年9月
アテーサE-TSを搭載した4WDシリーズ「S-four」が追加設定された。専用装備として、静電気防止加工100%ウールモケットシートと電動ヒータードアミラーが採用された。4WD車追加に合わせて、2WD車のエンジンも仕様向上が行われ、カタログ燃費表示が全車10.15モードに変更された。
1993年2月
オーナードライバー向けの「タイプ・ツーリング」を追加。鍛造アルミホイールやエクセーヌのシート地を標準で装備する。
1993年9月
セドリック/グロリアに合わせてマイナーチェンジ。先代同様のVG30DET型V型6気筒DOHCターボを搭載する「ツーリング」シリーズが追加される。後期モデルのエクステリアの変更はフロントラジエターグリル変更、コーナリングランプの設置に伴うフロントバンパーデザインの変更、トランクモールの追加などである。V8とターボの外見上の見分け方はV8エンブレム有無のほか、トランクモールの仕上げの違いであり、V8のクロームメッキに対し、ターボはスモークブラックメッキであった。
同時に従来のV8搭載車（リミテッドシリーズ）のグレード体系が見直され、タイプⅢ/タイプⅡシリーズがリミテッド/リミテッドS-four/リミテッドLに、タイプⅠがリミテッドセレクションに変更。
1995年5月
一部変更。運転席エアバッグを標準装備とし、「ツーリングAV」を追加。
1996年6月
FR車は3代目にモデルチェンジするが、4WD車は一部変更し販売を継続。
- 前期型 フロント
- 前期型 リア

## 3代目 FY33型（1996年-2001年）

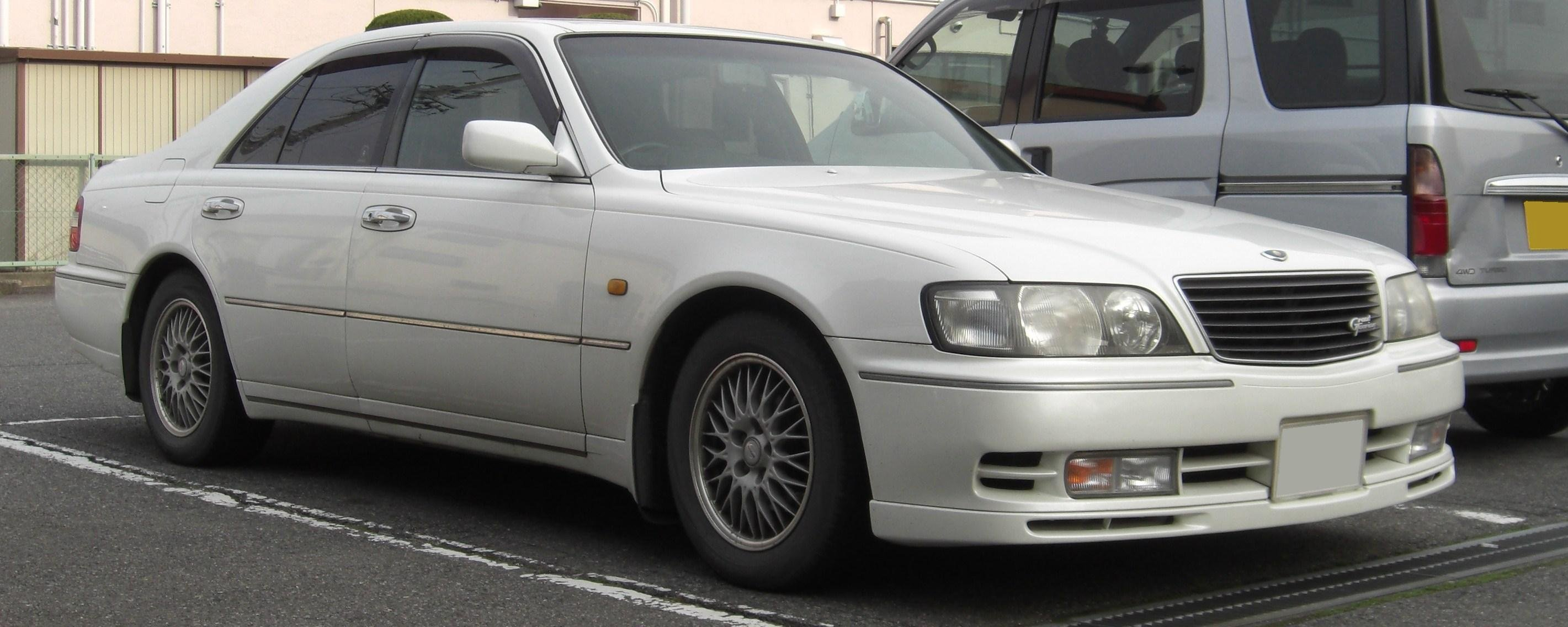
グランドツーリング （フロント）
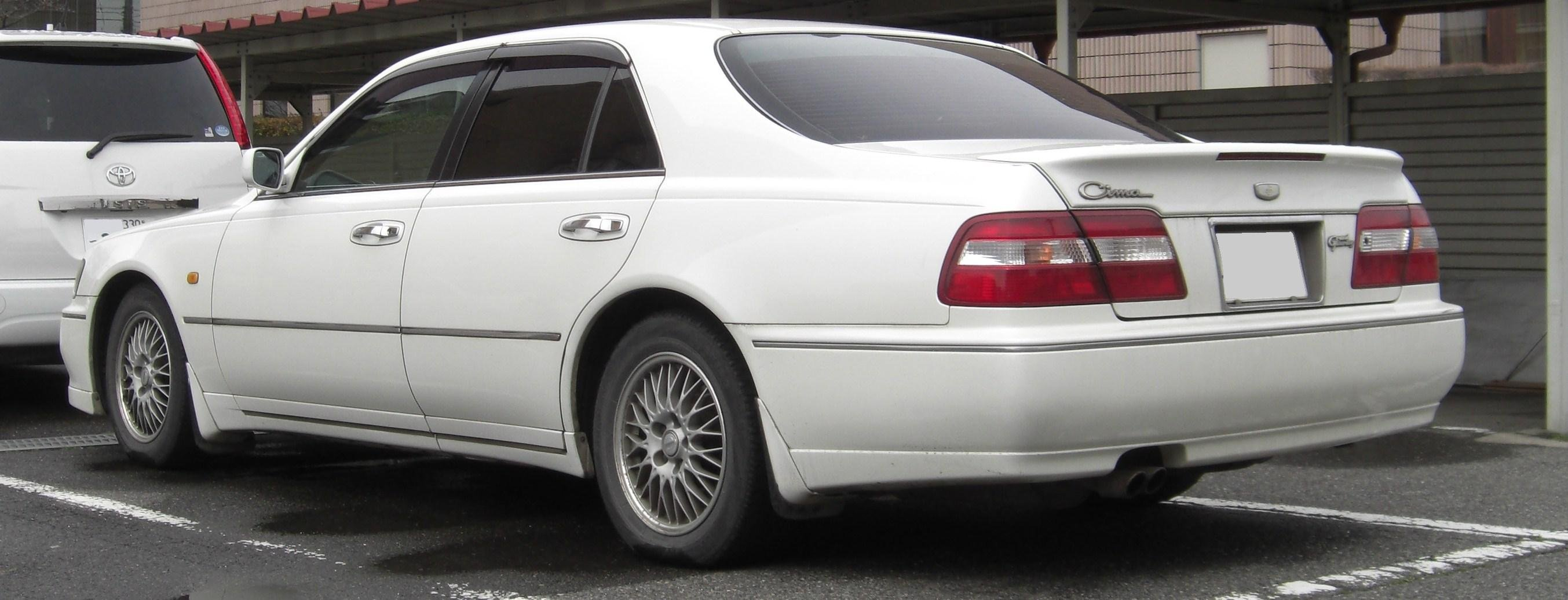
グランドツーリング （リア）

1996年6月
セドリック/グロリアより1年遅れてモデルチェンジ。上級のインフィニティQ45が1997年8月に日本国内での販売を終了したため、同車の後継車種としての役割も持つこととなった。先代のイギリス製高級車（ロールス・ロイス、ベントレー）的な控えめなデザインから一転して、ドイツ製高級車（メルセデス・ベンツ）を思わせる量感あるデザインへ変更。搭載エンジンはVH41DE型のほか、VQ30DET型 2,987cc V型6気筒DOHCターボの2機種。日本車初となるSRSサイドエアバッグが全車に標準装備される。
グレード構成はラグジュアリー志向の「リミテッド」シリーズ（41LX、41LV、41L、30LV、30Lグレード）と、エアロパーツや専用サスペンションなどを装備したスポーティ志向の「グランドツーリング」シリーズ（41TR-X、30TR、30Tグレード）が存在し、上級グレードの41LXと41LVにはショーファードリヴン的要素を強めた「VIPパッケージ」を設定。
北米向けは引き続きインフィニティ・Qとして販売を継続。保安基準の関係で前後バンパーが大型化されたほか、ラジエターグリルのフィンが縦基調、ヘッドランプが2灯式、フードエンブレムが非装着であるなど、国内仕様とは大きな差異がある。1999年モデル以降の後期型ではトランク部のガーニッシュが廃止された。
1997年1月
10周年記念車「10thアニバーサリー・グランドツーリング30リミテッド」「10thアニバーサリー・41リミテッド」を発売。専用色ミッドナイトパープル（30リミテッド）、ソニックシルバーツートン（41リミテッド）の他、本革シートなどを装備。
1997年9月
セドリック/グロリアのマイナーチェンジと合わせ一部改良。キセノンヘッドランプの標準装備化やそれまでブラウン管を使用していたインパネのマルチAVシステム画面をワイド液晶に変更、オドメーターも液晶タイプへ変更した。また、パッケージオプションだったVIPパッケージがカタロググレード化され（41LX VIP、41LV VIPグレード）、4WDがラインナップされる（41LV S-four、41LV VIP S-fourグレード）。VIPグレードには従来の装備のほか、後席サイドエアバッグが追加された。
1998年1月
特別仕様車「41プレミアムリミテッド」発売。輸出仕様（インフィニティQ45）に用意されていたストーンベージュ色の本革シートを標準装備。通常のツートンカラーのほか、特殊な塗り分けの専用色ホワイトパール/シルバーコンビネーションが選べた。
1998年9月10日
マイナーチェンジ。平成10年アイドリング規制対応。フロントグリル・フロントバンパーの造形を変更したほか、トランクリッドフィニッシャーを大型化、カラーバリエーションの変更など。インテリアでは日本車初の前席アクティブヘッドレストの採用、後部中央席に3点式シートベルトが装備された。電装系では盗難防止装置、トランクオートクロージャーの採用、電動カラスサンルーフ、ツインマルチAVシステムの設定、寒冷地仕様にリアフォグランプを採用。
1999年7月5日
日本車で初めて自動ブレーキング機能をもつ車間自動制御システム（ミリ波レーダーセンサー採用）を搭載した「41LV-Z」を追加。このグレードはフロントグリルがミリ波レーザーセンサー内蔵の専用デザインの為、ディーラーオプションのプレステージグリル（輸出仕様のインフィニティQ45用基準の物）は装着不可。
2000年4月
FY33型をベースとする先進安全研究車「日産ASV-2」を発表。
- グランドツーリング
（フロント）
- グランドツーリング
（リア）

## 4代目 F50型（2001年-2010年）
2001年1月1日
全国紙の日産自動車の企業広告において、発売予定のシーマの前面の半分を出したティーザー広告が掲載される。
2001年1月12日
フルモデルチェンジ。新開発の新世代LLクラスプラットフォームを採用。
搭載エンジンはVQ30DET型 2,987cc V型6気筒DOHCターボと、ガソリン筒内直接噴射システムNEO Diを採用したVK45DD型 4,494cc V型8気筒DOHC直噴（日産初の直噴V8エンジン）の2種類。
V8モデルのヘッドライトは、小型のプロジェクターランプを中央に1つ、それを取り囲むように6つ配置された特徴的なレイアウトとなっており、「バルカンヘッドライト」と通称される。
ドアミラーウインカーを日本車で初めて採用した車種でもある。このためドアミラー仕様車はサイドマーカーを持つが、フェンダーミラー仕様車はサイドマーカーを持たない。同日、特別仕様車「450XV リミテッドエディション」を発売。
レーンキープサポートシステム（車線逸脱防止支援システム）を世界初採用（オプションで42万5,000円）。これは高速道路を走行中、CCDカメラで両側の白線を認識し、車線から逸脱しそうになると微舵修正を自動で行うものである。レーンキープサポートシステムとレーダークルーズコントロールによって、先行車の自動追尾運転が可能となった。ただし約100km/h以上の速度域では機能しない。
2001年に一新された日産自動車のCIを最初につけたモデルでもある。
2001年9月
富裕層の女性向け雑誌「家庭画報」とのコラボレーションによる特別仕様車「シーマ家庭画報バージョン」をインターネット限定発売。
2001年12月25日
一部改良。助手席パワーオットマン機構などの採用拡大や、本木目・本革巻コンビステアリング、本木目フィニッシャー、電子キーの全車標準装備化など、仕様装備の充実を図る。
2002年1月22日
15周年記念特別仕様車「15th Anniversary」を3月までの期間限定で設定。
2002年6月
BOSEサラウンドシステムオプション設定。第7回北京国際モーターショーに出展。
2002年9月27日
300Gにマルチプロジェクターキセノンヘッドランプとヘッドランプレベライザーを設定するとともに、「300Gグランドツーリング」を追加。なお、300GはNISMOのECU装着で50馬力アップする。
2003年4月
上海モーターショーに出展。左ハンドル仕様の「シーマ」は中国市場のみに投入された。なお、中国仕様はフロントグリルに日産のCIが装着されており、フードオーナメントは取り付けられていない。
2003年8月26日
FRモデルのマイナーチェンジ。フロントグリルなど内外装の一部変更、「インテリジェントブレーキアシスト」、「前席緊急ブレーキ感応型プリクラッシュシートベルト」、「アクティブAFS」などの採用による安全装備の向上のほか、V8エンジンは直噴ではないVK45DE型へ変更された。
2003年11月18日
4WDモデルのマイナーチェンジ。FRモデル同様「アクティブAFS」の採用などが行われた。
2007年2月1日
20周年記念限定車「450XV 20th リミテッド」発売。同年6月までの期間限定。「450XV」をベースに、レッド本木目フィニッシャー、本革シート、前席エアコンディショニングシート、後席パワーシートなどを採用した。
2007年7月
平成17年排出ガス規制に適合しないVQ30DET型エンジンの設定を廃止。
2008年2月7日
プレジデントと同時にマイナーチェンジ。
フロント・リアバンパーの拡大により全長5,120mmになる。フロントマスクは、今回のマイナーチェンジ用に独自のデザインが与えられる。テールランプは、フーガやスカイラインとよく似た、トランクリッド内にガーニッシュを配したインフィニティQ45後期型仕様となる。そのほか、ボディカラーに新色が設定されるとともにエクストレイルやフーガなどと同じスクラッチシールド加工仕様を全色に設定されるほか、インテリアの内装色の変更（エクリュ廃止、カフェラテ復活）、本木目フィニッシャーが中期型まで標準装備のレンガ色本木目とオプションのイエロー本木目が廃止され、プレジデントと共通のレッド本木目のみとなる。エンジン、ミッションなどに変更はない。ナビゲーションはDVDナビのままだが、新たにカーウイングス対応になりETCと共に全車標準装備（一部グレードではレス化も可能）となった。また、フェンダーミラーの設定を廃止した。
2009年1月14日
一部改良。「外装の技術基準」の改正に伴う安全対策のため、フードオーナメントが自立式から埋め込み式に変更される。
2010年8月
プレジデントとともに生産終了。22年の歴史にいったん幕を下ろした。これにより、日本国内で販売される日産のV型8気筒エンジン搭載車が消滅した。フルモデルチェンジまでの約1年半の間、フーガ（北米・西欧を除く）が日産の最上位モデルとなり、法人向け最高級乗用車としての位置づけはエルグランドVIPが引き継ぐ形となった。

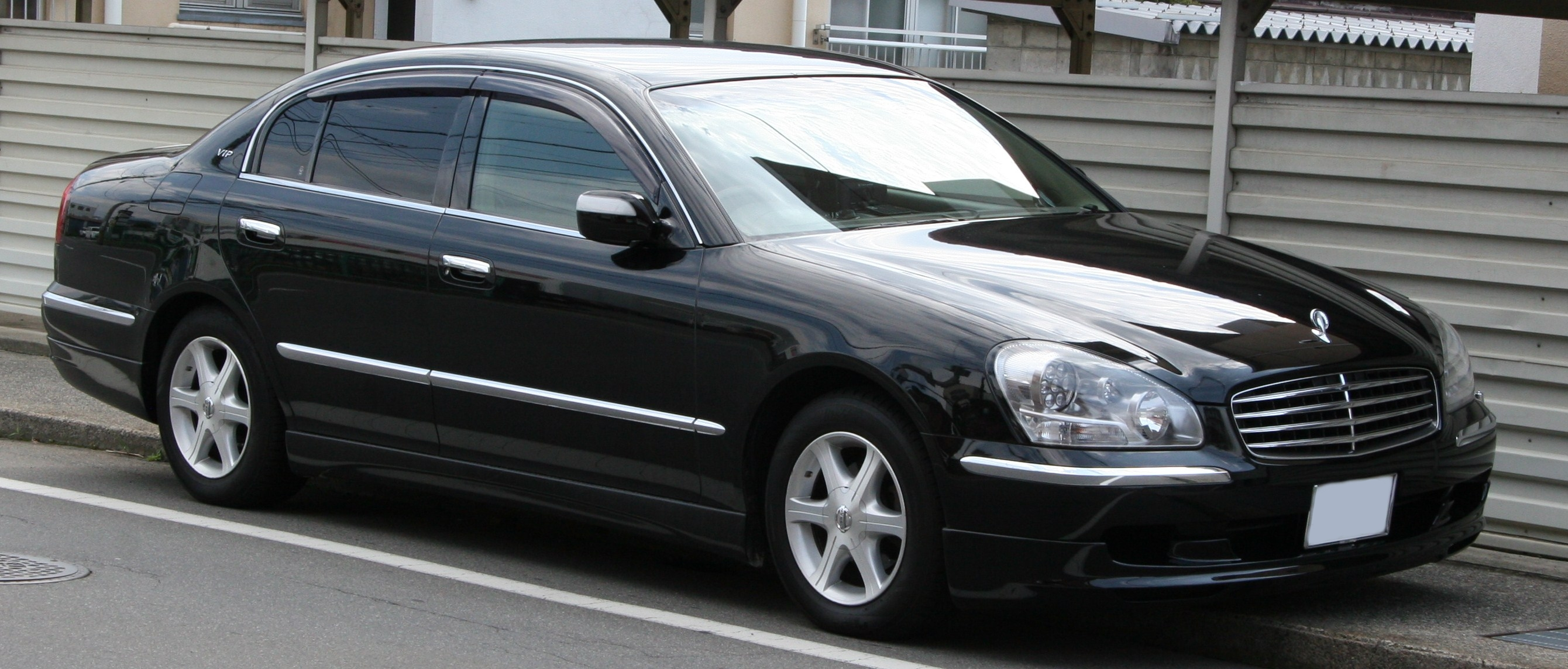
前期型（2001年1月-2003年8月）
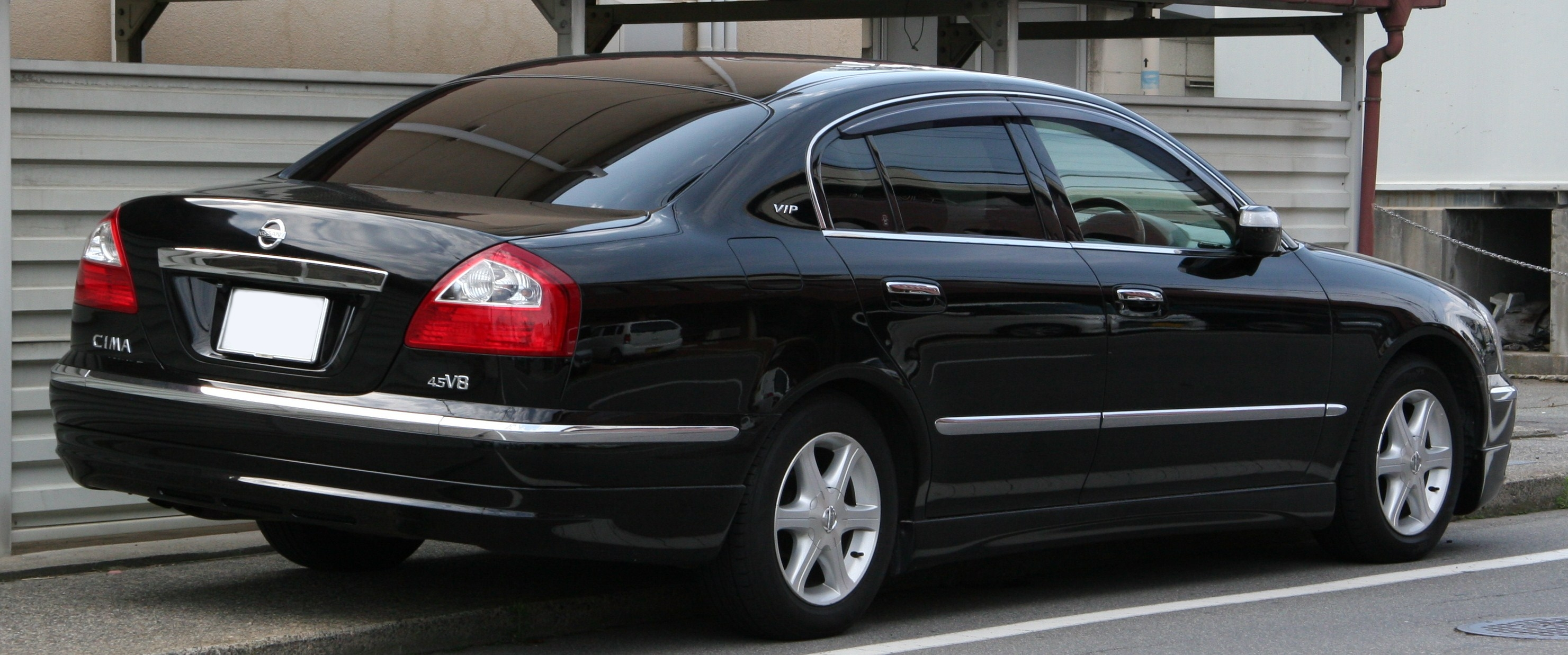
前期・中期型リア
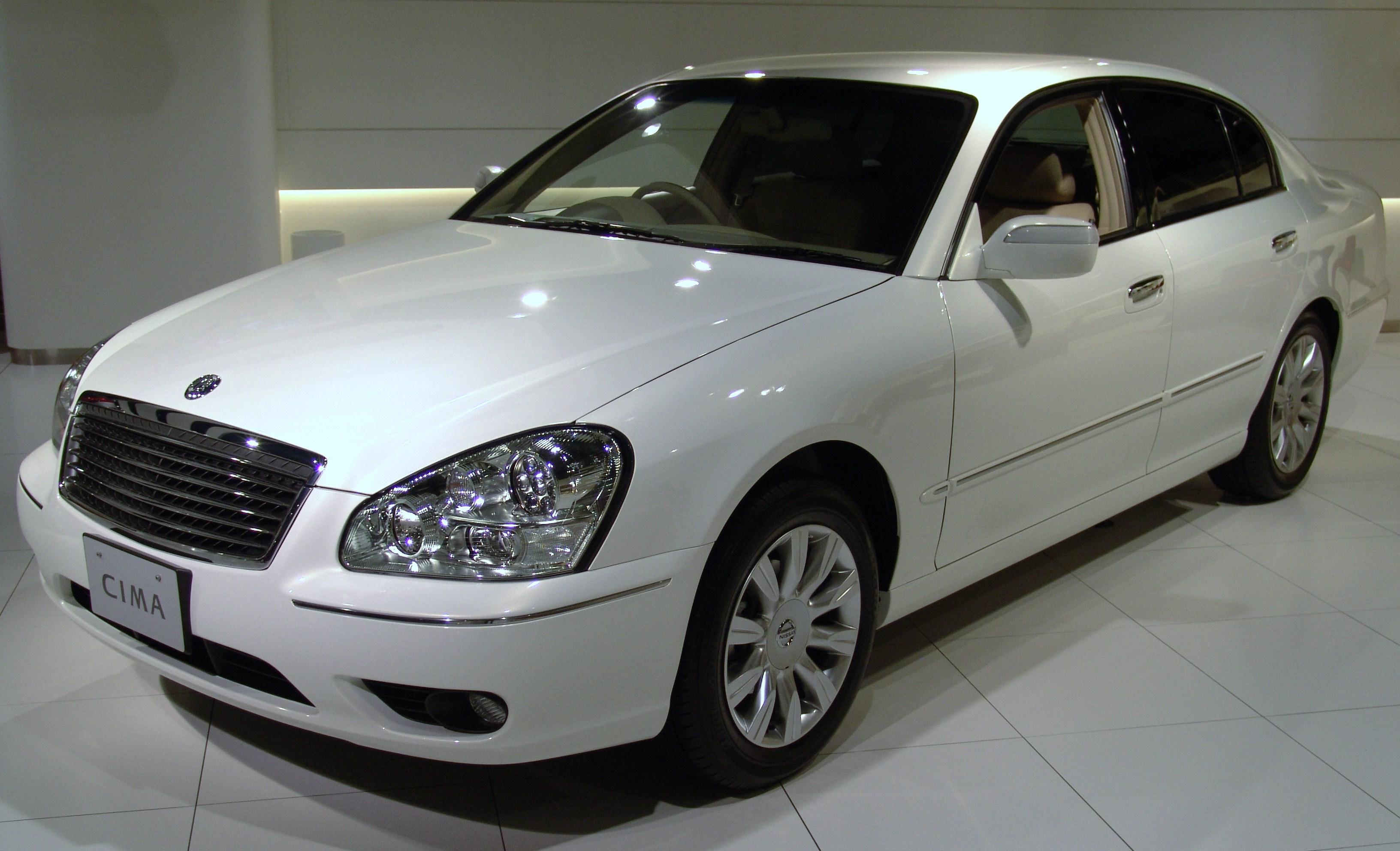
後期II型（2009年1月-2010年8月）

## 5代目 HGY51型（2012年 - 2022年）
4代目モデルの生産中止から約1年9か月を経た2012年（平成24年）4月25日、日産自動車はシーマの生産再開と、5代目モデルが同年5月21日に発売されることを発表した。5代目モデルはハイブリッド専用車であり、日産自動車は高級車の再投入によりブランドイメージが向上することを期待しているとされる。
5代目モデルは、北京モーターショーにおいて同日発表となった、インフィニティ Mシリーズの「M35hL」（hはハイブリッド、Lはロングホイールベースの意）と基本的に同じで、フーガ（Y51型系）をベースにホイールベースとリアドアを150mm拡大したもので、延長分はそのまま後席空間の拡大に充てられている。外観ではボディシェル、リアドア、フロントバンパーやラジエーターグリル、リヤガーニッシュなどが専用品となる一方、ヘッドランプやリヤコンビネーションランプレンズなどの主要部品はフーガと共通となる。4代目まで用いられていたアカンサスのエンブレムは廃止されたが、「CIMA HYBRID」グレードを除きディーラーオプションで装着可能である。
搭載される動力ユニットはフーガハイブリッドと同様の、VQ35HRエンジンに「1モーター2クラッチ方式」のハイブリッドシステムを加えた「インテリジェント・デュアルクラッチ・コントロール」で、変速機はジヤトコ製マニュアルモード付電子制御7速ハイブリッドトランス ミッション（AT）である。シンプルな機構ながら、疑似クリープ、モーター走行、エンジン＋モーターによる全開加速、エンジン走行＋充電、回生ブレーキの切り替えをスムーズに行うことができ、トルクコンバーターを介さないため伝達効率も高い。車体の延長とバッテリーを含むハイブリッドシステムの装備により、車両総重量がベースグレードで2,205kg、VIPとVIP Gで2,225kgとなったが（車両重量はそれぞれ1,930/1,950kg）、ハイブリッドシステム、アイドリングストップ装置、可変バルブタイミング機構、電動油圧式電子制御パワーステアリングなどの効果により、燃費性能はJC08モードで16.6km/Lと、平成27年度燃費基準+20%を達成。さらに、2015年4月に設けられた平成32年度燃費基準も達成しており、平成32年度燃費基準+10%を達成している。
本世代はエンジン進化型エコカー「PURE DRIVE」の7車種目となるため、その証としてリアに「PURE DRIVE」エンブレムが装着されているが、シーマでは2代目エクストレイル「20GT」と同様のデザインで、ハイブリッドカーを指す「PURE DRIVE / HYBRID」エンブレムが新たに採用されており、左右フェンダーに装着されている「HYBRID」エンブレムもシーマでは左上に小さく「PURE DRIVE」が入った新仕様となっていた（ほどなくしてフーガハイブリッドも同仕様のものに差し替えられた）が、2017年6月のマイナーチェンジに伴ってリアに装着されていた「PURE DRIVE / HYBRID」エンブレムを廃止し、左右フェンダーは左上の「PURE DRIVE」ロゴが無い「HYBRID」エンブレムに変更した。
Y51型系フーガ同様に全数が栃木工場（栃木県上三川町）で生産されるが、さらなる品質向上を図るため、塗装工程において「匠」と呼ばれる熟練者が中塗り後に生産ラインから外し、GT-R同様に一台一台専用の特別室で塗膜を平滑にする「水研ぎ」と呼ばれる作業を行う。
また、検査工程においては資格を持つ検査員が全車両に対し品質検査を実施した後、走行試験において検査員が2名体制（通常は1名体制）で走行や操舵フィーリングの評価試験や内装の軋み音の有無のチェック等も20km程度走行し、行う。晴れて全ての工程を合格した車両には、栃木工場長の直筆サインが記された「品質検査確認書」が付与される。
5代目シーマは三菱自動車工業にもOEM供給され、2012年（平成24年）7月26日よりディグニティとして発売した。ディグニティもシーマ同様に一旦生産を終了していたが、OEM車種として11年ぶりに復活することになる。

### 年表
2012年4月25日
発売開始。
2012年7月4日
三菱自動車工業にディグニティとして、OEM供給を開始。また同日に、フーガもプラウディアとして供給を開始した。
2016年4月1日
広報発表なしの一部仕様変更を実施。4月出荷分より、新車装着タイヤの銘柄を変更した。
2016年10月17日
広報発表なしのボディカラー廃止を実施。発売当初より設定のあった「ブレードシルバーメタリック<#K51・スクラッチシールド>」が廃止された。
2016年11月
ディグニティのOEM供給を終了。販売期間は4年4カ月と短く、一度も改良が施されることないまま、モデルライフに幕を下ろした。同時期に販売開始したプラウディアも同時に廃止となった。
2017年6月15日
マイナーチェンジ。
装備面の強化を行い、2012年販売型に装備されていたFCW（前方車両接近警報）は自車前方の車両だけでなく、その先の車両（自車から2台先の車両）にも対応したインテリジェントFCW（前方衝突予測警報）に、バックビューモニターとサイドブラインドモニターは一体化してインテリジェント アラウンドビューモニター（移動物検知機能付）にそれぞれ性能向上し、さらに、インテリジェント エマージェンシーブレーキ、インテリジェントBSI（後側方衝突防止支援システム）/BSW（後側方車両検知警報）、インテリジェントBUI（後退時衝突防止支援システム）が標準装備された。
ベース車のフーガは、2015年2月のビッグマイナーチェンジにおいて立ち位置をインフィニティブランドに変えた（後述する2019年12月の仕様向上で再び日産ブランドに戻る）が、今回のシーマのマイナーチェンジでは、日産ブランドの最高車種としてのスタンスを守り、日産のCIはそのまま残っている。
2019年12月23日
フーガと共に仕様向上を発表。
踏み間違い衝突防止アシスト、ハイビームアシスト（アクティブAFSとセット）、インテリジェント クルーズコントロールが標準装備された。
なお、仕様向上に伴ってWLTCモード走行による排出ガス及び燃料消費率に対応し、「平成30年排出ガス基準50%低減レベル（☆☆☆☆）」認定を新たに取得した。
2022年8月31日
フーガと共に生産を終了。これにより、日産が扱うセダンはV37型スカイラインのガソリン車のみとなる。

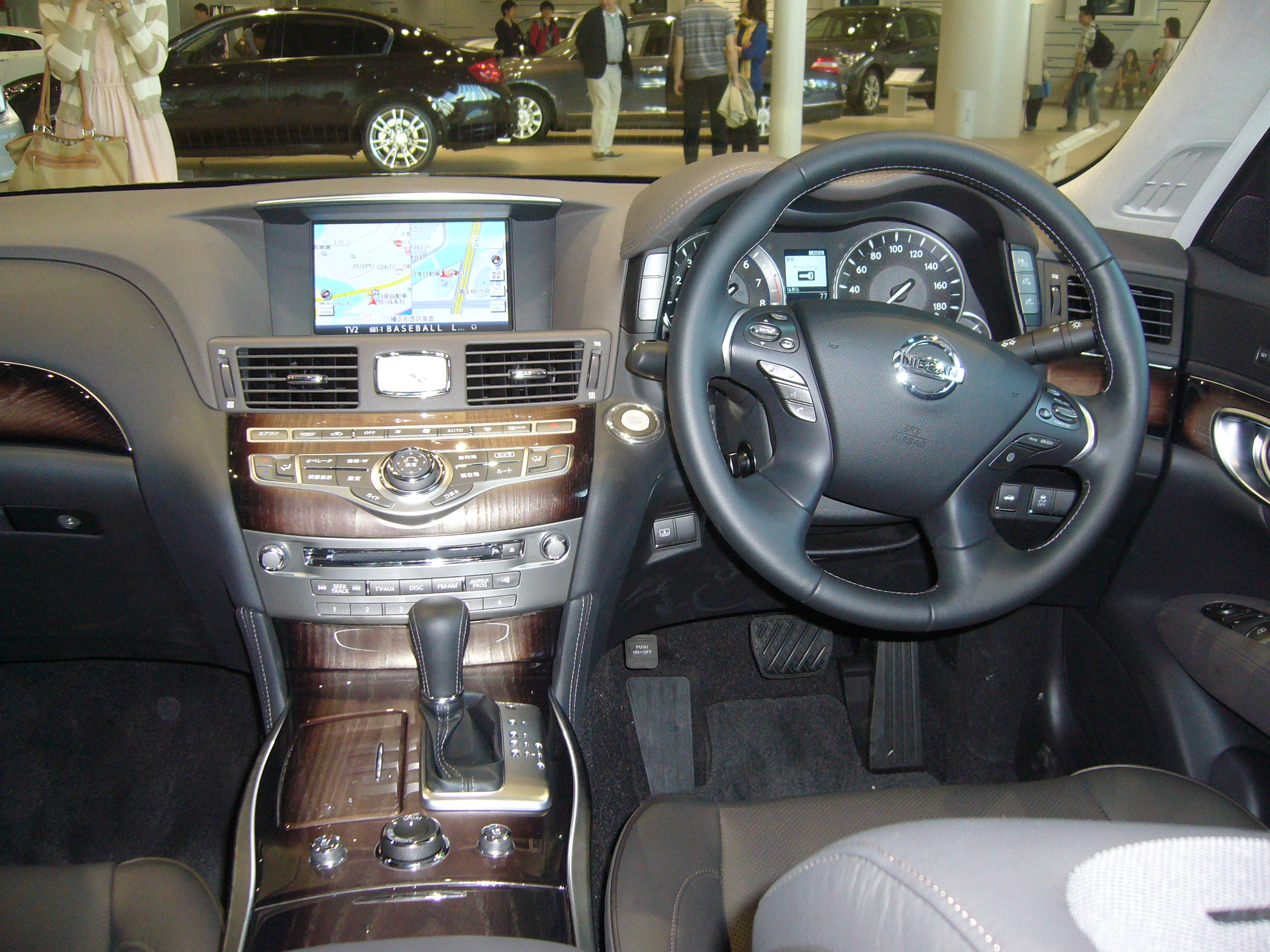
2012年販売型 室内
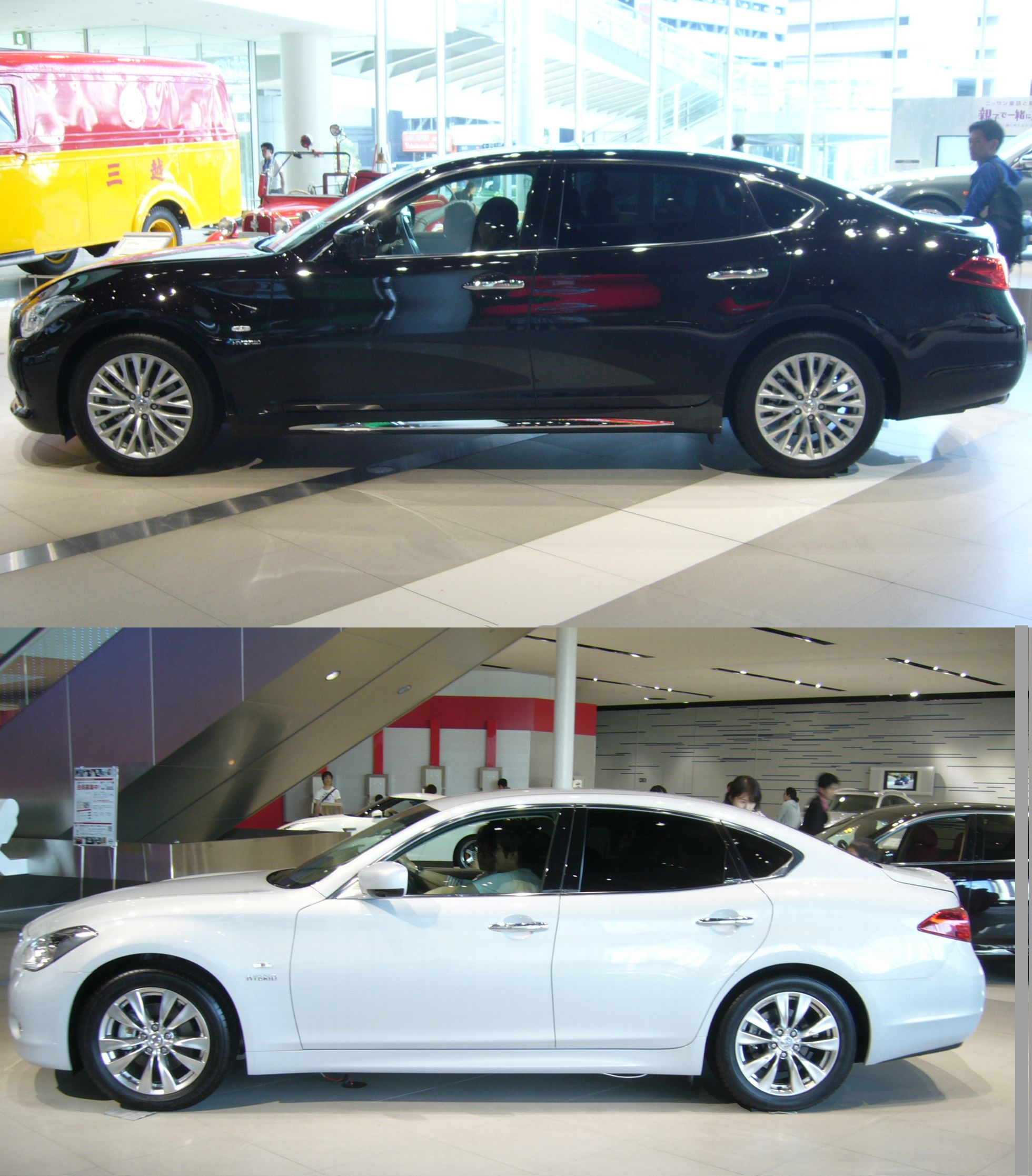
フーガとの比較 （上：シーマハイブリッド、下：フーガハイブリッド）
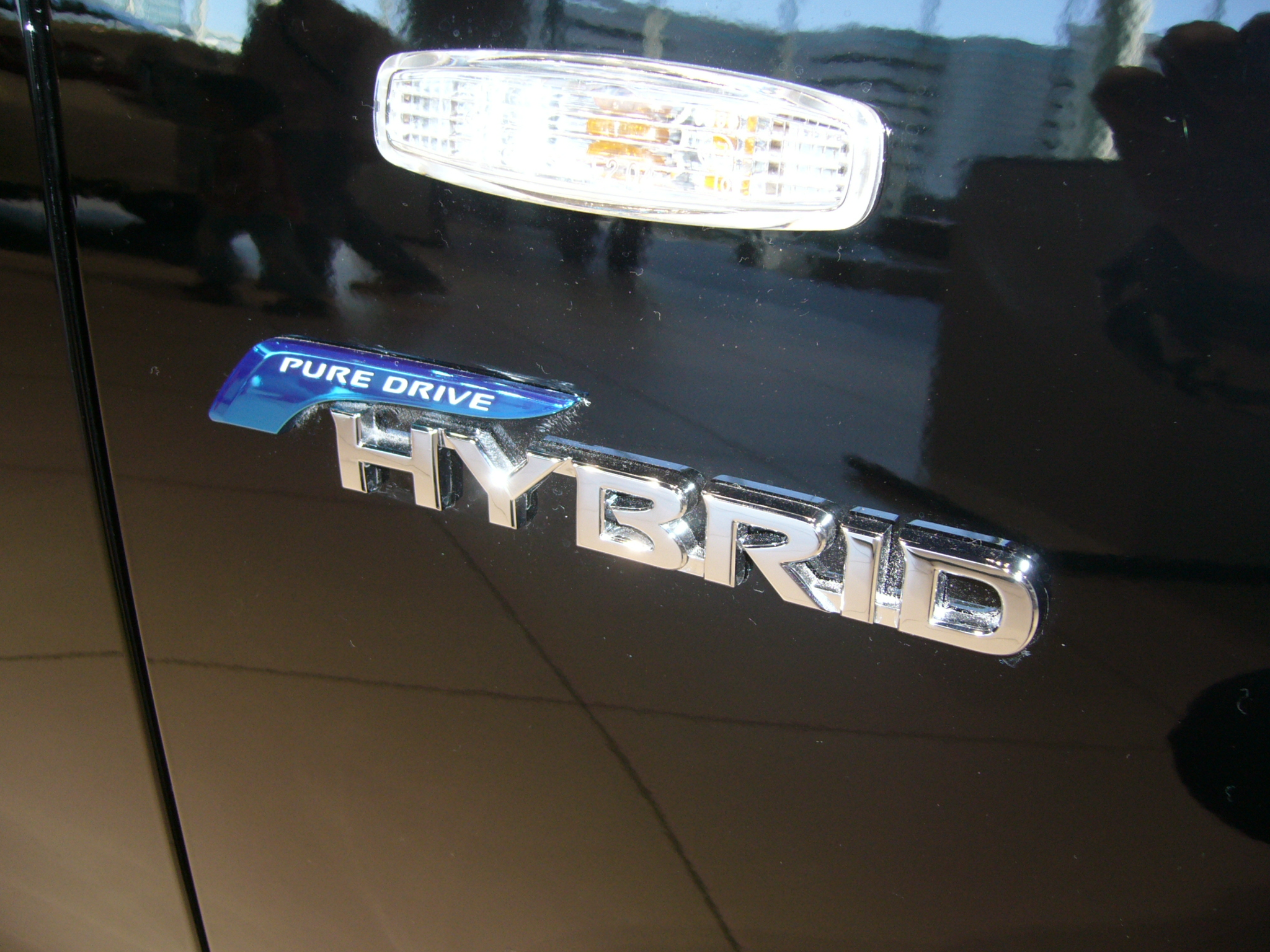
「PURE DRIVE / HYBRID」エンブレム（サイドフェンダー）
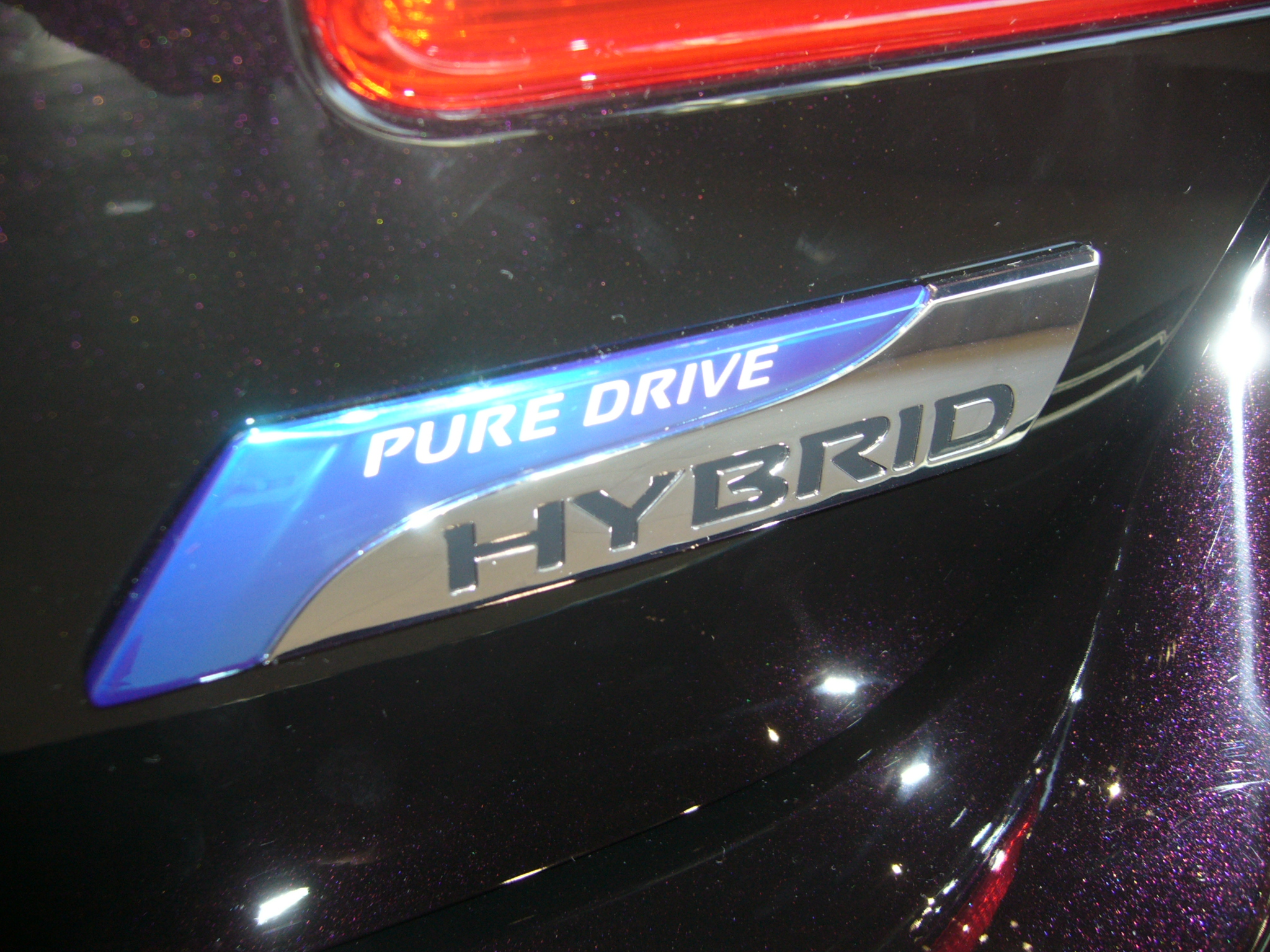
「PURE DRIVE / HYBRID」エンブレム（リア）

## 車名の由来
スペイン語で「頂上・完成」の意味。初代シーマの開発責任者である三坂泰彦が、少年時代に父に買って貰った腕時計がシーマ（Cyma）のものであり、いつかはこの「シーマ」を使いたいと温めていたもの。

## 取り扱い販売店
初代発売当時は日産モーター店（ローレル販売会社）と日産プリンス店（スカイライン販売会社）でスタートしたが、1990年から日産チェリー千葉（ただし、1997年7月に日産プリンス千葉販売に経営統合）でもメーカー公認で取り扱いとなり（当時FY31型の後期モデルのグロリアシーマを販売）、
FY32型では、最初から日産ローレル販売会社、日産プリンス販売会社、日産チェリー千葉の取り扱いとなって、FY33型と続いたが、1999年4月の日産ディーラー販売網の2系列化以降は日産全販売店の取り扱いとなり、全店扱い後初フルモデルチェンジされたF50系を経て、現在のHGY51型に至る。